# Kodo (Indonesië)
Kodo is een bestuurslaag in het regentschap Bima van de provincie West-Nusa Tenggara, Indonesië. Kodo telt 2004 inwoners (volkstelling 2010).